# Ars-en-Ré
Pour les articles homonymes, voir Ars.
Ars-en-Ré [aʁs ɑ̃ ʁe] est une commune de l'Ouest de la France, située sur l'île de Ré, pôle d'équilibre du canton de l'Île de Ré, faisant partie de l'arrondissement de La Rochelle, dans le département de la Charente-Maritime, en région Nouvelle-Aquitaine.
La commune appartient, depuis 2011, au réseau « Villages de pierres et d'eau », label initié par le conseil général, afin de promouvoir des sites exceptionnels présentant la particularité d'être situés au bord d'une étendue d'eau (mer, rivière, étang…).

## Géographie

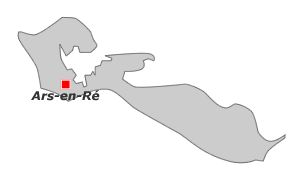
Situation d'Ars sur l'île de Ré.

### Communes limitrophes
|                  | Saint-Clément-des-Baleines | Océan Atlantique   |
|                  | Ars-en-Ré                  | Loix               |
| Océan Atlantique |                            | La Couarde-sur-Mer |

Village et port sur la côte nord et dans la partie ouest de l'île de Ré par 46° 12′ 29″ N, 1° 30′ 57″ O. Son port, le plus important de l'île de Ré, situé au fond du fier d'Ars (étendue d'eau pénétrant les terres et bordée de marais), l'on y accède par un chenal, traversant les marais salants. Une écluse ferme le bassin à flot, de 250 places. En 1994, un nouveau bassin à flot (port de la Criée) de 130 places est créé, à l'entrée du chenal. Il est inauguré en juin 1995. Cent cinquante places, sur bouées et filières, dans l'avant-port et le chenal, portent la capacité à 550 places, principalement dédiées à la plaisance. Une plage, sur la côte sud de l'île, bordée d'une digue protégeant les terres, va jusqu'au phare des Baleines, à la pointe ouest de l'île.

## Urbanisme

### Typologie
Au 1er janvier 2024, Ars-en-Ré est catégorisée bourg rural, selon la nouvelle grille communale de densité à 7 niveaux définie par l'Insee en 2022.
Elle appartient à l'unité urbaine d'Ars-en-Ré, une agglomération intra-départementale dont elle est ville-centre,. La commune est en outre hors attraction des villes,.
La commune, bordée par l'océan Atlantique, est également une commune littorale au sens de la loi du 3 janvier 1986, dite loi littoral. Des dispositions spécifiques d’urbanisme s’y appliquent dès lors afin de préserver les espaces naturels, les sites, les paysages et l’équilibre écologique du littoral, tel le principe d'inconstructibilité, en dehors des espaces urbanisés, sur la bande littorale des 100 mètres, ou plus si le plan local d’urbanisme le prévoit.

### Occupation des sols
L'occupation des sols de la commune, telle qu'elle ressort de la base de données européenne d’occupation biophysique des sols Corine Land Cover (CLC), est marquée par l'importance des zones humides (39,3 % en 2018), en diminution par rapport à 1990 (42 %). La répartition détaillée en 2018 est la suivante : 
zones humides côtières (39,3 %), cultures permanentes (23,1 %), zones urbanisées (13 %), forêts (12,7 %), terres arables (5,6 %), milieux à végétation arbustive et/ou herbacée (4,1 %), zones agricoles hétérogènes (2,3 %). L'évolution de l’occupation des sols de la commune et de ses infrastructures peut être observée sur les différentes représentations cartographiques du territoire : la carte de Cassini (XVIIIe siècle), la carte d'état-major (1820-1866) et les cartes ou photos aériennes de l'IGN pour la période actuelle (1950 à aujourd'hui).

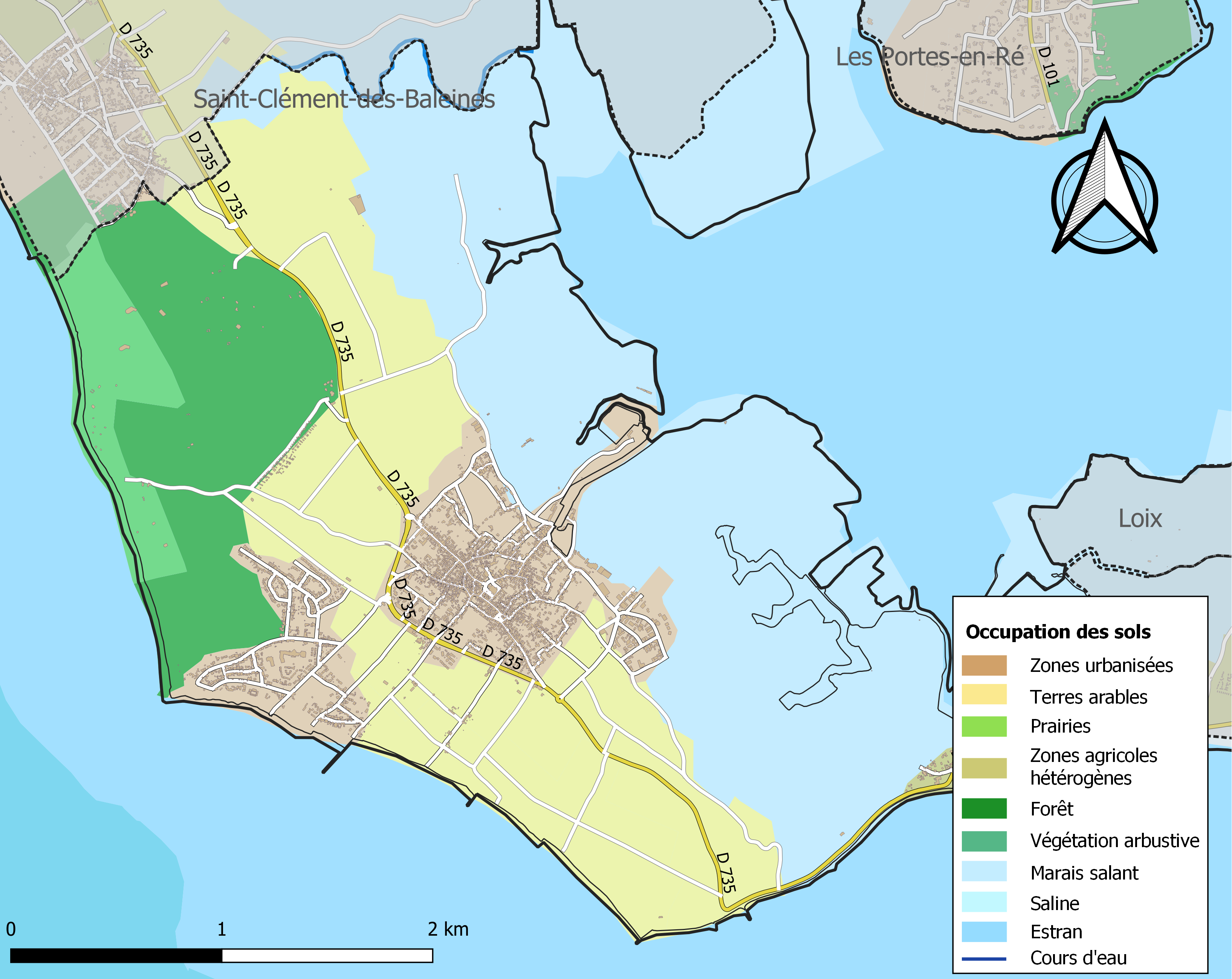
Carte des infrastructures et de l'occupation des sols de la commune en 2018 (CLC).

### Risques majeurs
Le territoire de la commune d'Ars-en-Ré est vulnérable à différents aléas naturels : météorologiques (tempête, orage, neige, grand froid, canicule ou sécheresse), inondations, feux de forêts, mouvements de terrains et séisme (sismicité modérée). Il est également exposé à un risque technologique, le transport de matières dangereuses. Un site publié par le BRGM permet d'évaluer simplement et rapidement les risques d'un bien localisé soit par son adresse soit par le numéro de sa parcelle.

#### Risques naturels
La commune fait partie du territoire à risques importants d'inondation (TRI) de La Rochelle-Île de Ré, regroupant 21 communes concernées par un risque de submersion marine de la zone côtière, un des 21 TRI qui ont été arrêtés fin 2012 sur le bassin Loire-Bretagne et confirmé en 2018 lors du second cycle de la Directive inondation. Les submersions marines les plus marquantes des XXe et XXIe siècles antérieures à 2019 sont celles liées à la tempête du 9 février 1924, à la tempête du 15 février 1957, aux tempêtes Lothar et Martin des 26 et 27 décembre 1999 et à la tempête Xynthia des 27 et 28 février 2010. Cette tempête a eu pour conséquence l’instauration de zones de solidarité, où les parcelles considérées comme trop dangereuses pour y maintenir des maisons pouvaient à terme être expropriées (Loix, La Flotte, Nieul-sur-Mer, La Rochelle,…). Des cartes des surfaces inondables ont été établies pour trois scénarios : fréquent (crue de temps de retour de 10 ans à 30 ans), moyen (temps de retour de 100 ans à 300 ans) et extrême (temps de retour de l'ordre de 1 000 ans, qui met en défaut tout système de protection),. La commune a été reconnue en état de catastrophe naturelle au titre des dommages causés par les inondations et coulées de boue survenues en 1982, 1999 et 2010,.
Ars-en-Ré est exposée au risque de feu de forêt, un massif classé à risque dans le plan départemental de protection des forêts contre les incendies (PDPFCI), élaboré pour la période 2017-2026 et qui fait suite à un plan 2007-2016. Les mesures individuelles de prévention contre les incendies sont précisées par divers arrêtés préfectoraux et s’appliquent dans les zones exposées aux incendies de forêt et à moins de 200 mètres de celles-ci. L’article L.131-1 du code forestier et l’arrêté du 2 décembre 2020 règlementent l'emploi du feu en interdisant notamment d’apporter du feu, de fumer et de jeter des mégots de cigarette dans les espaces sensibles et sur les voies qui les traversent sous peine de sanctions. Un autre arrêté du 2 décembre 2020 rend le débroussaillement obligatoire, incombant au propriétaire ou ayant droit,,,.

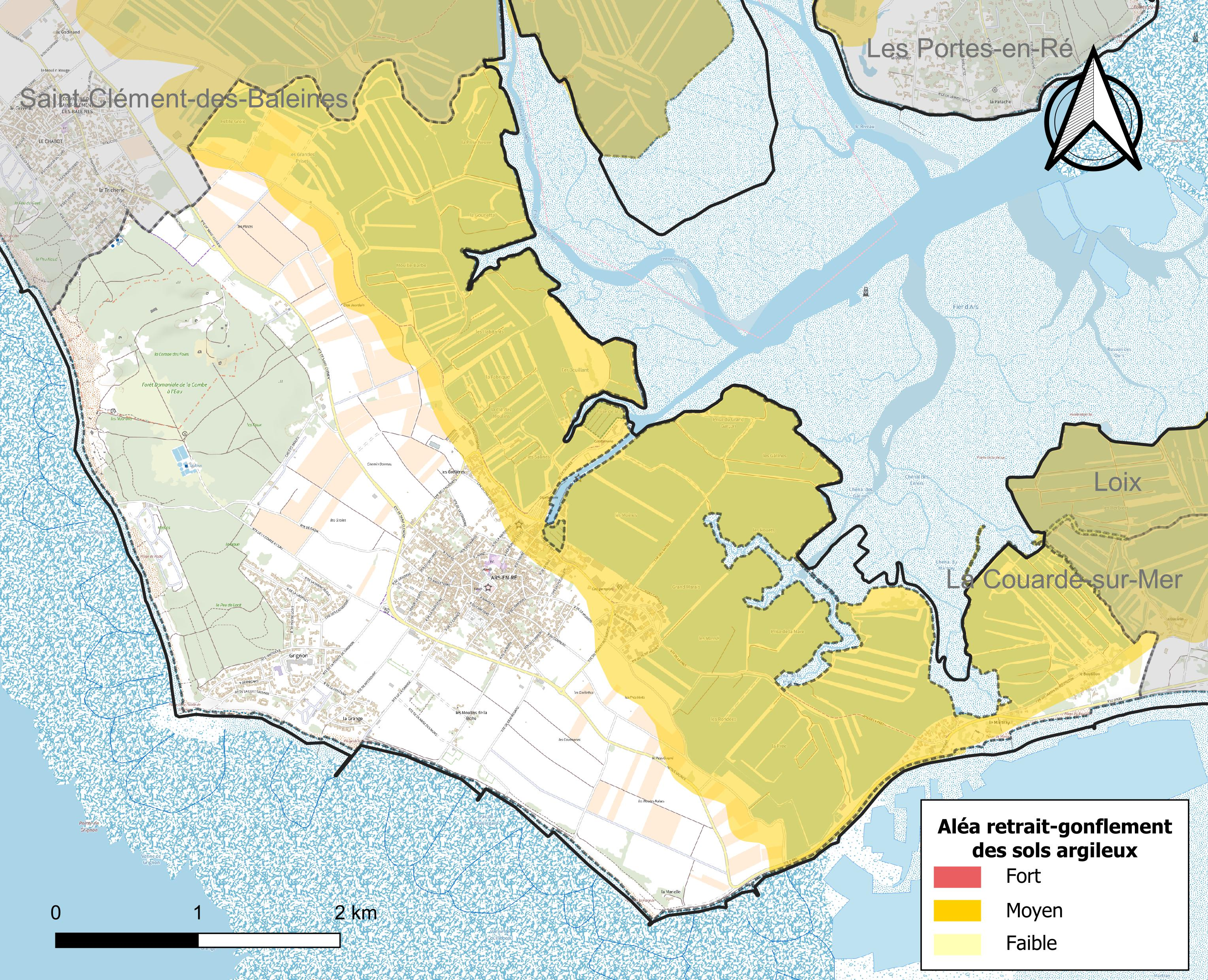
Carte des zones d'aléa retrait-gonflement des sols argileux d'Ars-en-Ré.

Les mouvements de terrains susceptibles de se produire sur la commune sont des tassements différentiels.
Le retrait-gonflement des sols argileux est susceptible d'engendrer des dommages importants aux bâtiments en cas d’alternance de périodes de sécheresse et de pluie. 49,1 % de la superficie communale est en aléa moyen ou fort (54,2 % au niveau départemental et 48,5 % au niveau national). Sur les 1 748 bâtiments dénombrés sur la commune en 2019, 194 sont en aléa moyen ou fort, soit 11 %, à comparer aux 57 % au niveau départemental et 54 % au niveau national. Une cartographie de l'exposition du territoire national au retrait gonflement des sols argileux est disponible sur le site du BRGM,.
Par ailleurs, afin de mieux appréhender le risque d’affaissement de terrain, l'inventaire national des cavités souterraines permet de localiser celles situées sur la commune.
Concernant les mouvements de terrains, la commune a été reconnue en état de catastrophe naturelle au titre des dommages causés par des mouvements de terrain en 1999 et 2010.

#### Risques technologiques
Le risque de transport de matières dangereuses sur la commune est lié à sa traversée par une ou des infrastructures routières ou ferroviaires importantes ou la présence d'une canalisation de transport d'hydrocarbures. Un accident se produisant sur de telles infrastructures est susceptible d’avoir des effets graves sur les biens, les personnes ou l'environnement, selon la nature du matériau transporté. Des dispositions d’urbanisme peuvent être préconisées en conséquence.

## Toponymie
Le toponyme provient hypothétiquement du latin Arx signifiant « citadelle ».
Durant la Révolution, la commune, alors nommée Ars, porte le nom de La Concorde, puis redevient Ars en 1793.
La commune prend son nom actuel « d'Ars-en-Ré » le 8 mars 1962.
Ses habitants sont appelés les Arsais. Ils ont pour surnom les Casserons : le casseron est le « bébé » de la seiche, un animal d'eau salée (céphalopode décapode) que l'on trouve fréquemment sur l'île de Ré.

## Histoire
Le prince de Soubise y fut battu en 1624.
En 1874, la commune de Saint-Clément-des-Baleines est détachée de la commune d'Ars, savoir les cinq hameaux de le Guillieux, le Chabot, la Tricherie, le Griveau et le Godinand.
En 1890, Ars en Ré reçoit la visite de Sadi Carnot, premier président de la République à se rendre dans l'île de Ré. Après avoir inauguré le port de la Pallice le 18 août, Sadi Carnot rejoint  Ars où il est accueilli triomphalement par le député et conseiller général Emile Delmas, le maire Pierre Paul Simon et 21 autres officiels. Assassiné en 1894, une statue est érigée en la mémoire du Président Carnot. Elle était installée au 12, place Carnot. Disparue depuis, son modèle est entreposé au musée de Melun.
Port important à l'époque du sel, jusqu'au début du XXe siècle.
Gabelle du sel.

## Politique et administration

### Liste des maires

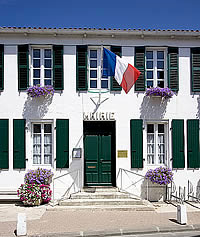
La mairie d'Ars-en-Ré.

| Période                                  | Période  | Identité               | Étiquette   | Qualité                                                           |
| ---------------------------------------- | -------- | ---------------------- | ----------- | ----------------------------------------------------------------- |
| 1878                                     | 1891     | Paul Simon             |             | Négociant, Président de la délégation cantonale                   |
| 1891                                     | 1895     | Victor Pelletier       |             | Ancien instituteur, cultivateur                                   |
| 1926                                     | 1966     | Jacques Moinet         | Rad.        | Conseiller général du canton d'Ars-en-Ré (1937-1940 et 1945-1963) |
| 1966                                     | 1971     | François Vignon        |             |                                                                   |
| 1971                                     | 1973     | Odette Vironneau       |             |                                                                   |
| 1973                                     | 1995     | Émile Gaudin           | UDF         |                                                                   |
| 1995                                     | 2020     | Jean-Louis Olivier     | UMP puis LR | Retraité                                                          |
| 2020                                     | En cours | Danièle Pétiniaud-Gros | SE          |                                                                   |
| Les données manquantes sont à compléter. |          |                        |             |                                                                   |

### Jumelages
- Naucelles (France).

## Démographie

### Évolution démographique
L'évolution du nombre d'habitants est connue à travers les recensements de la population effectués dans la commune depuis 1793. Pour les communes de moins de 10 000 habitants, une enquête de recensement portant sur toute la population est réalisée tous les cinq ans, les populations de référence des années intermédiaires étant quant à elles estimées par interpolation ou extrapolation. Pour la commune, le premier recensement exhaustif entrant dans le cadre du nouveau dispositif a été réalisé en 2008.

En 2022, la commune comptait 1 306 habitants, en évolution de −0,46 % par rapport à 2016 (Charente-Maritime : +4,04 %, France hors Mayotte : +2,11 %).
| 1793  | 1800  | 1806  | 1821  | 1831  | 1836  | 1841  | 1846  | 1851  |
| ----- | ----- | ----- | ----- | ----- | ----- | ----- | ----- | ----- |
| 3 600 | 3 643 | 3 602 | 3 612 | 3 875 | 3 609 | 3 668 | 3 700 | 4 043 |

| 1856  | 1861  | 1866  | 1872  | 1876  | 1881  | 1886  | 1891  | 1896  |
| ----- | ----- | ----- | ----- | ----- | ----- | ----- | ----- | ----- |
| 3 776 | 3 547 | 3 486 | 3 171 | 2 012 | 2 034 | 2 024 | 1 897 | 1 727 |

| 1901  | 1906  | 1911  | 1921  | 1926  | 1931  | 1936 | 1946 | 1954 |
| ----- | ----- | ----- | ----- | ----- | ----- | ---- | ---- | ---- |
| 1 560 | 1 434 | 1 392 | 1 173 | 1 113 | 1 045 | 984  | 854  | 919  |

| 1962 | 1968 | 1975 | 1982  | 1990  | 1999  | 2006  | 2008  | 2013  |
| ---- | ---- | ---- | ----- | ----- | ----- | ----- | ----- | ----- |
| 913  | 915  | 961  | 1 023 | 1 165 | 1 294 | 1 312 | 1 318 | 1 280 |

| 2018  | 2022  | - | - | - | - | - | - | - |
| ----- | ----- | - | - | - | - | - | - | - |
| 1 301 | 1 306 | - | - | - | - | - | - | - |

### Pyramide des âges
La population de la commune est relativement âgée.
En 2018, le taux de personnes d'un âge inférieur à 30 ans s'élève à 21,8 %, soit en dessous de la moyenne départementale (29 %). À l'inverse, le taux de personnes d'âge supérieur à 60 ans est de 43,9 % la même année, alors qu'il est de 34,9 % au niveau départemental.
En 2018, la commune comptait 617 hommes pour 684 femmes, soit un taux de 52,57 % de femmes, légèrement supérieur au taux départemental (52,15 %).
Les pyramides des âges de la commune et du département s'établissent comme suit.
| Hommes | Classe d’âge | Femmes |
| ------ | ------------ | ------ |
| 2,4    | 90 ou +      | 6,3    |
| 13,0   | 75-89 ans    | 18,1   |
| 23,5   | 60-74 ans    | 24,1   |
| 19,1   | 45-59 ans    | 17,4   |
| 16,4   | 30-44 ans    | 15,6   |
| 11,7   | 15-29 ans    | 8,8    |
| 13,9   | 0-14 ans     | 9,6    |

| Hommes | Classe d’âge | Femmes |
| ------ | ------------ | ------ |
| 1,1    | 90 ou +      | 2,6    |
| 10,1   | 75-89 ans    | 12,6   |
| 22     | 60-74 ans    | 23,2   |
| 20,1   | 45-59 ans    | 19,7   |
| 16,1   | 30-44 ans    | 15,6   |
| 15,2   | 15-29 ans    | 12,7   |
| 15,4   | 0-14 ans     | 13,6   |

## Économie
- Agriculture, vigne, pommes de terre (AOC).
- Marais salants.
- Nautisme, pêche.
- Tourisme.

## Culture locale et patrimoine

### Lieux et monuments
Le village fait partie des plus beaux villages de France.
- Le port, avec son nouveau bassin à flot, à l'entrée du chenal d'accès.
- L'église Saint-Étienne. Son clocher, peint en noir et blanc, sert d'amer aux marins.
- La maison du Sénéchal, demeure datant de la seconde moitié du XVIe siècle malgré la présence d'éléments médiévaux tels que les échauguettes et l'escalier à vis dans la tour hors d'œuvre[34].
- L'ancienne raffinerie à sel dont une partie des éléments est inscrite aux monuments historiques[35].
- La redoute du Martray[36].
- Le Martray, endroit le plus étroit de l'île de Ré (quelques dizaines de mètres).
- La batterie « Karola », du Mur de l'Atlantique (terrain militaire)[36].
- L'ancienne gare du « petit train de l'Île de Ré » (1898), sur le port.
- Vestiges d'anciens moulins à vent, reconvertis en habitations.
- Le fier d'Ars et les marais salants.
- Le spot de surf de la pointe de Grignon.

#### Légendes
Selon l'une des légendes, la création de l'île de Ré proviendrait de terribles séismes ayant englouti une cité romaine nommée "Antioche", dont les ruines seraient visibles uniquement par beau temps.
Concernant Ars-en-Ré, des navigateurs de l'Égypte antique, envoyés par Ramsès II, auraient voulu faire le tour du monde et se seraient échoués au Martray, à quelques kilomètres de là. Ils y auraient construit une petite pyramide.

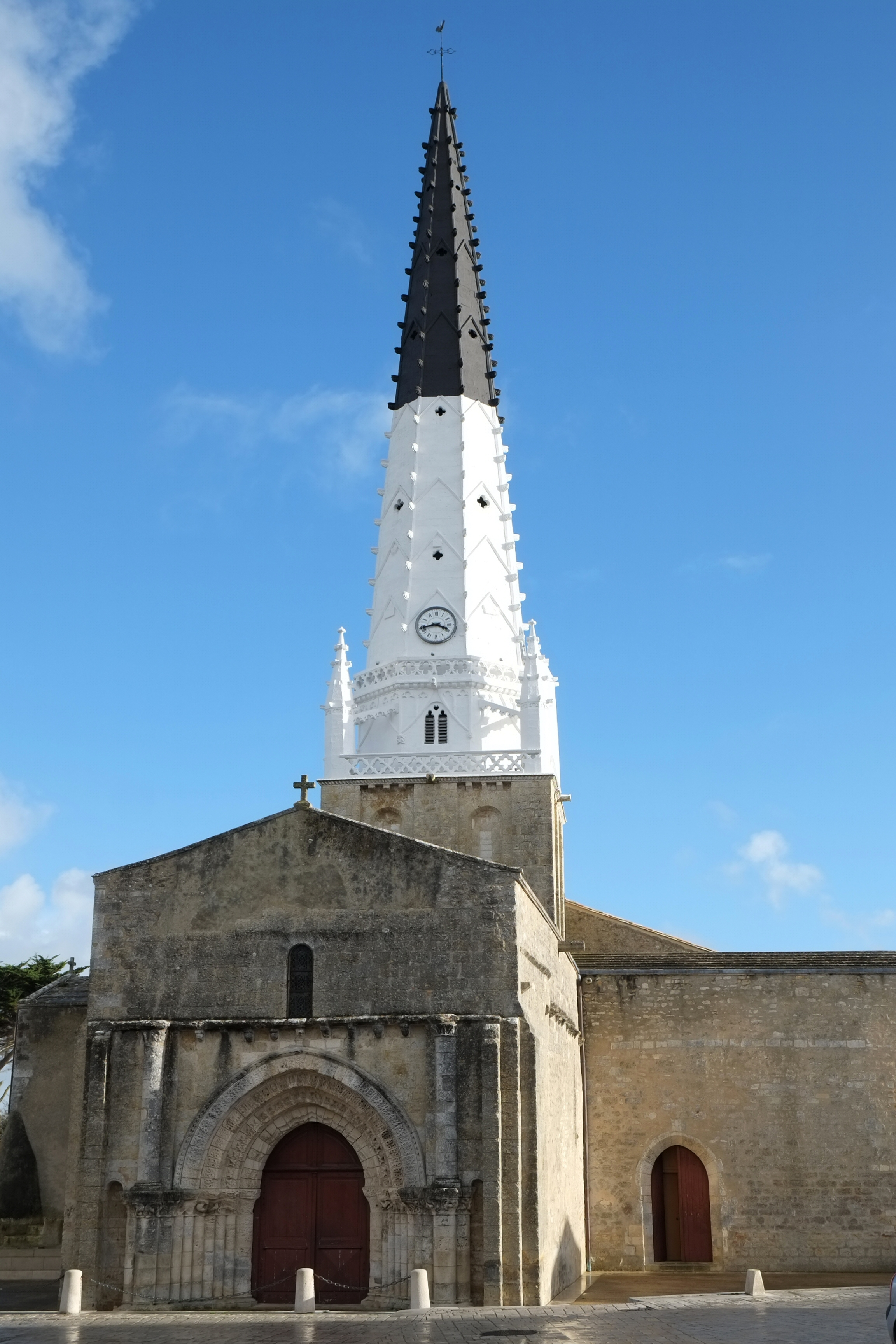
Église Saint-Étienne avec son clocher peint en noir et blanc.
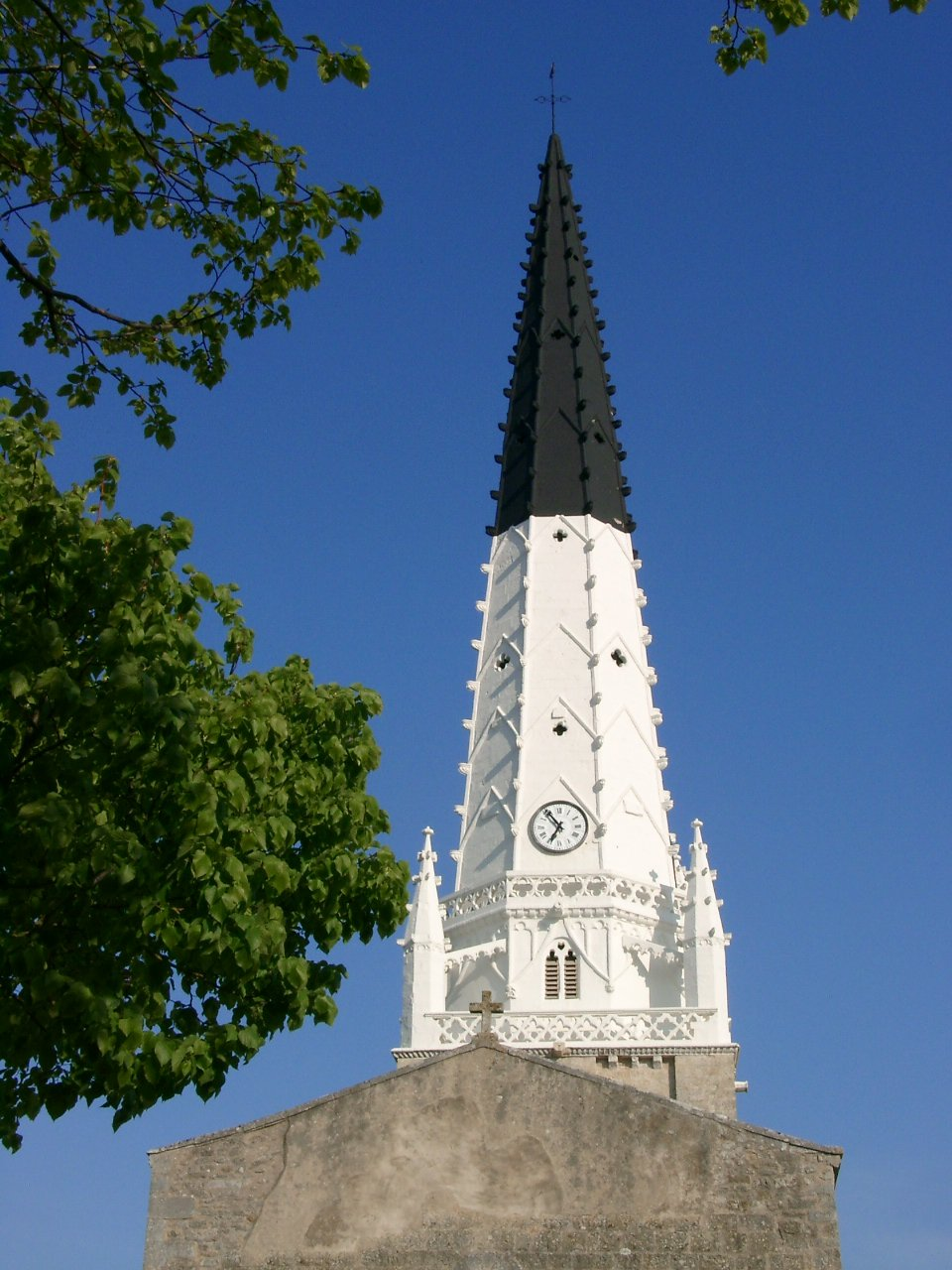
Le clocher de l'église.
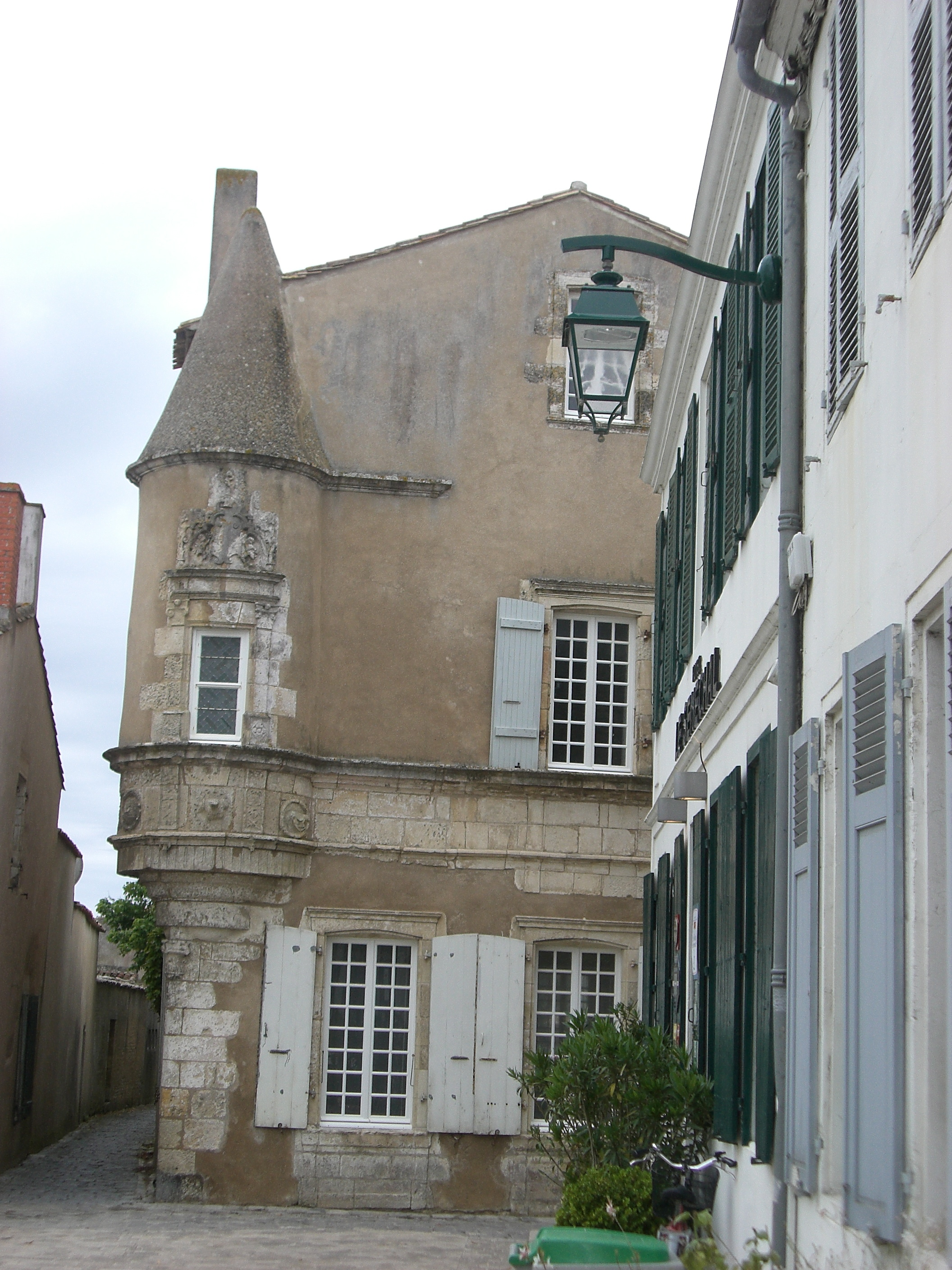
Maison du Sénéchal, ancien hôtel particulier du XVIe siècle.
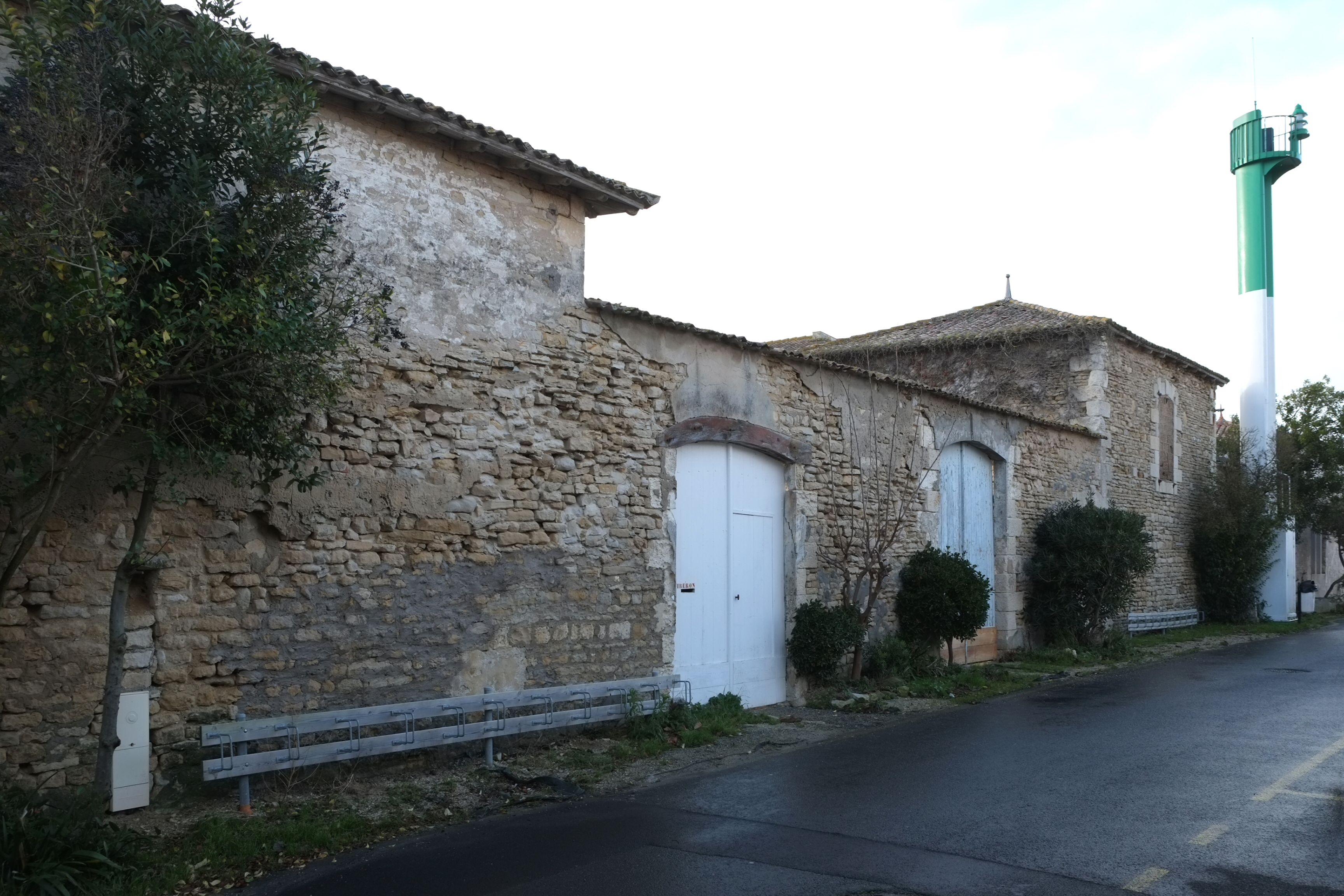
Ancienne raffinerie à sel.
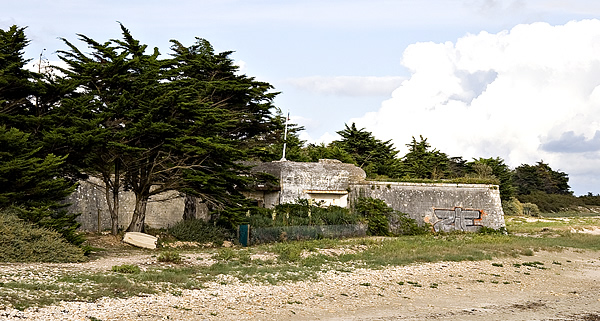
Redoute du Martray.
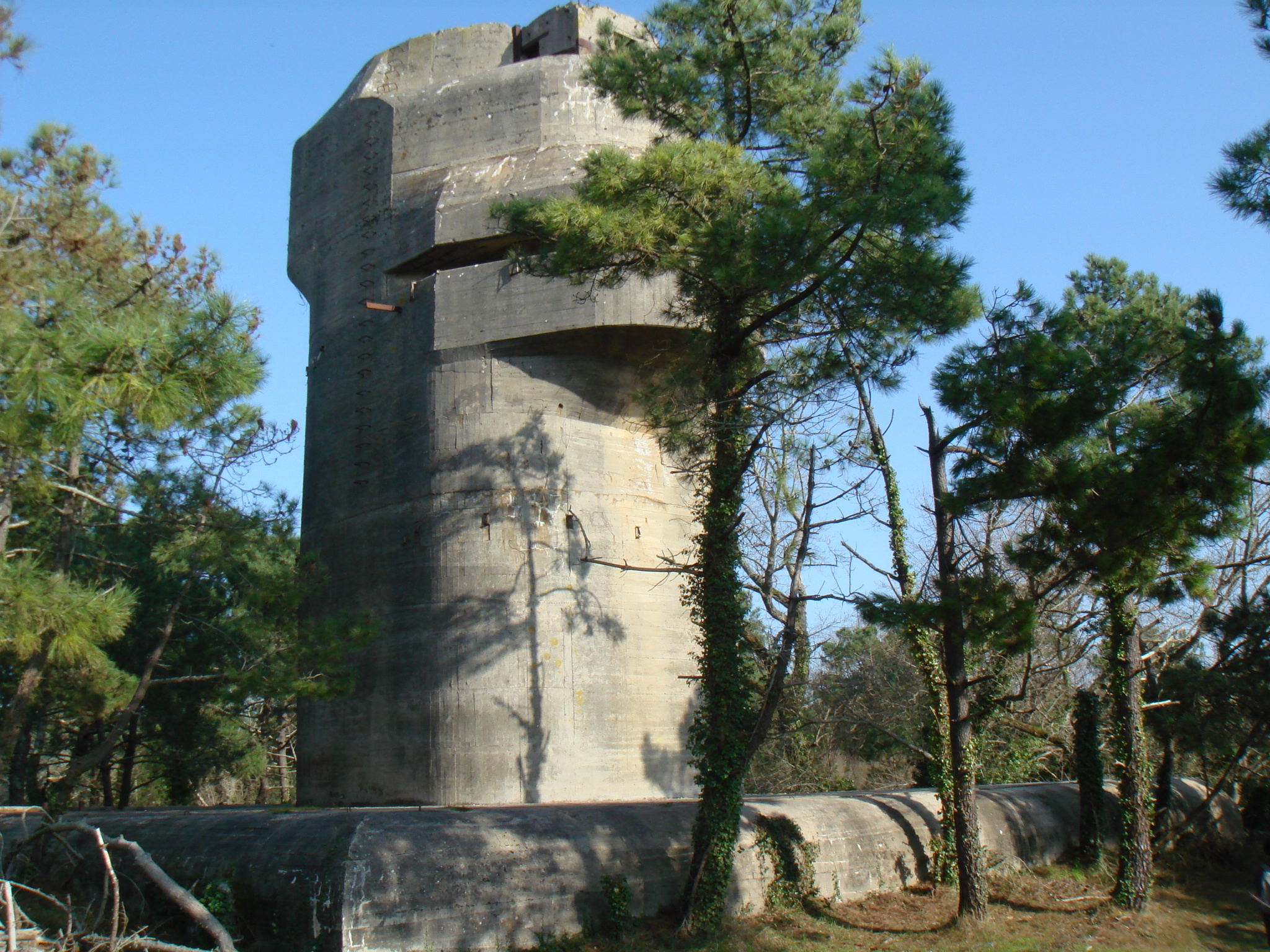
Tour de télémétrie de la batterie « Karola ».
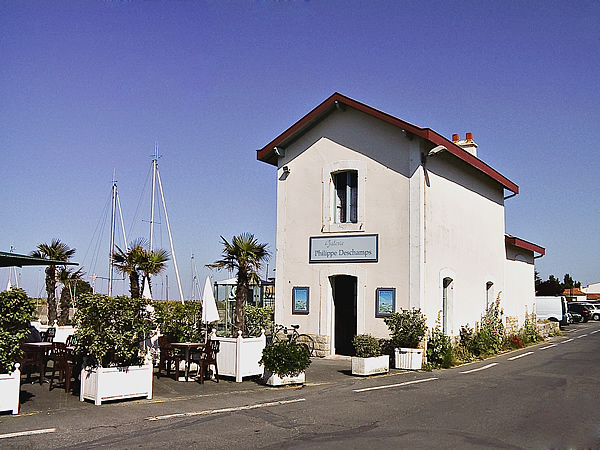
L'ancienne gare du petit train de l'île.
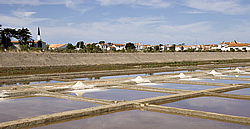
Marais salants.

### Personnalités liées à la commune
- Mathurin Renaud (* 14 octobre 1641 - † 1676), né à Ars-en-Ré (paroisse Saint-Étienne), dont il est une figure historique importante, fut un des pionniers de Nouvelle-France et un des premiers habitants de Charlesbourg.
- William Barbotin (1861-1931), peintre et graveur, qui est né à ARS-EN-RÉ et mort à PARIS ;
- Elisée Reclus -(1830-1905)- géographe libertaire français, communard, militant et théoricien anarchiste ; son beau-père, ainsi que Jules Perrier, ex-communard se réunissaient épisodiquement au Café du Commerce (voir : Les Anarchistes de l'île de Ré, livre de Didier Jung).
- Pierre-Paul Simon[38] (1839-1891), Maire du Canton d'Ars en Re  de 1878 à 1891. Ancien instituteur - Titulaire des palmes académiques, il a dirigé la Raffinerie de sel à partir de 1870 et a été élu maire d'Ars. Avec le député Delmas, il a reçu  triomphalement le président de la République Sadi Carnot lors de sa visite en 1890 et a initié les premiers travaux en vue de l'électrification du phare des Baleines. L'actuelle rue des Bonnes Tetes avait été baptisée Rue Simon en son honneur.

- Louis Napoléon Giraudeau (1852-1937) né "aux villages", hameaux de la commune d'Ars-en-Ré qui deviendra en 1874 la commune de Saint-Clément-des-Baleines, petit fils d'un meunier descendant d'une vieille famille rétaise, professeur de dessin, artiste peintre, romancier, conservateur au musée des Beaux-Arts de La Rochelle de 1913 à 1930[39].
- Marie-Thérèse Dethan-Roullet (1870 - 1945), artiste peintre, y est née.
- Octave Patureau (1922-1984) dit TATAVE, marin, pêcheur, moniteur de voile et aquarelliste[40]
- Lionel Jospin, ancien Premier ministre de la France, y possède une maison où il séjourne régulièrement avec son épouse Sylviane Agacinski, philosophe.
- Claude Barma, ancien réalisateur français, père de Catherine Barma, y fut inhumé.
- Dans le narthex de l'église, on trouve une représentation de Jean-Marie Vianney (1786-1859), célèbre « curé d'Ars », bien que celui-ci ait été prêtre de la commune d'Ars-sur-Formans, dans l'Ain.
- Nicole Garcia et Michel Piccoli ont choisi des maisons plus discrètes encore, noyées dans l'anonymat des ruelles étroites du vieux bourg.
- L'écrivain Philippe Sollers y possèdait une maison jusqu'à sa mort le 5 mai 2023[41]. Il est inhumé au cimetière d'Ars-en-Ré[42].
- La famille Casadesus - artistes dans de nombreux domaines - y réside depuis 1922. Le 28 septembre 2017, Gisèle Casadesus est inhumée au cimetière d'Ars-en-Ré au côté de son gendre Michel Cournot[43].
- Gilles Margaritis (1912-1965), réalisateur, acteur, metteur en scène et producteur de télévision et créateur de la Piste aux Étoiles y a possédé une maison.
- Alfred Roger Adam, dit Alfred Adam (1908-1982), acteur, dramaturge y a tenu un café célèbre du village dans les années 1960.
- Marie Dabadie (1943-2023), secrétaire générale de l’académie Goncourt entre 1997 et 2017 ; y a possédé longtemps une maison sur le port. Elle est inhumée au cimetière d’Ars-en-Ré.

### Héraldique
| Blason de Ars-en-Ré | Blason  | Parti : au 1er de gueules à trois fleurs de lis d'argent, au 2e d'or à deux aigles de gueules, le tout enfermé dans une filière d'argent. |
| Blason de Ars-en-Ré | Détails | Le statut officiel du blason reste à déterminer.                                                                                          |
| Blason de Ars-en-Ré | Alias   | D'azur au clocher du lieu d'argent, essoré de sable et mouvant de la pointe.                                                              |